# Стрельна (приток Сухоны)
Стрельна — река в Вологодской области России.

## Общие сведения
Протекает по территории Кичменгско-Городецкого и Великоустюгского районов. Длина — 104 км, площадь водосборного бассейна — 972 км². Исток находится на Кичменгской моренной равнине, протекает по Сухоно-Югской низине. Русло извилистое. В бассейне развиты болота. В низовьях — Стрельнинский природный геолого-геоморфологический заказник. Впадает в Сухону в 70 км от её устья по правому берегу. По данным наблюдений с 1954 по 1988 год среднегодовой расход воды в 9,5 км от устья составляет 5,96 м³/с. Вдоль течения реки расположены населённые пункты Стреленского сельского поселения.

## Данные водного реестра
По данным государственного водного реестра России и геоинформационной системы водохозяйственного районирования территории РФ, подготовленной Федеральным агентством водных ресурсов:
- Бассейновый округ — Двинско-Печорский
- Речной бассейн — Северная Двина
- Речной подбассейн — Малая Северная Двина
- Водохозяйственный участок — Северная Двина от начала реки до впадения реки Вычегда, без рек Юг и Сухона (от истока до Кубенского гидроузла)

## Основные притоки
(расстояние от устья)
- 5 км: река Сивеж (лв)
- 47 км: река Покша (лв)
- 71 км: река Контюг (лв)
- 74 км: река Половец (пр)